# Raub des Schatzes von König Eduard II.

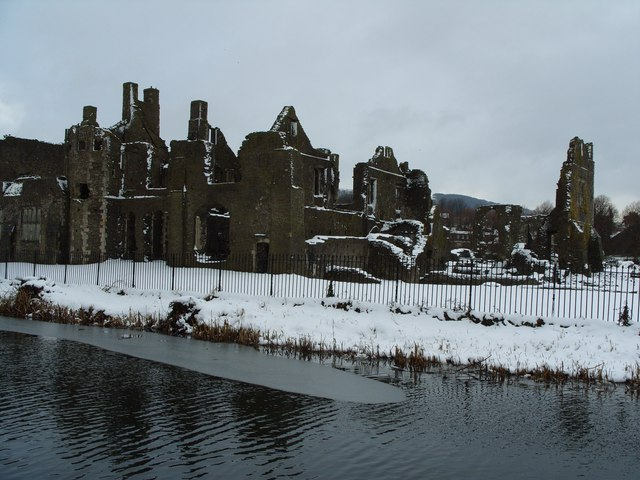
Die Ruinen von Neath Abbey, der letzten Station der Flucht von Eduard II. im November 1326

Der Raub des Schatzes von Eduard II. fand vermutlich im November 1326 in Swansea nach dem Sturz und der Gefangennahme des englischen Königs statt. 

## Flucht des Königs mit dem Schatz
Als der englische König Eduard II. und sein Favorit Hugh le Despenser nach der Invasion von Königin Isabelle und ihrem Liebhaber Roger Mortimer Anfang Oktober 1326 aus London flüchteten, begleitete sie der königliche Schatzmeister John Langton mit dem reichen Thronschatz. Nachdem die geplante Flucht nach Irland wegen schlechten Wetters nicht möglich war, flüchteten sie nach Südwales, wo Despenser umfangreiche Besitzungen mit stark befestigten Burgen besaß. Der König quittierte Langton am 20. Oktober in Chepstow Castle die Übergabe eines Schatzes in Höhe von über £ 29.000. Am 27. Oktober 1326 landeten sie bei Cardiff Castle, von wo sie aus am 29. Oktober das stark befestigte Caerphilly Castle erreichten. Dort ließen sie am 2. November Despensers jungen Sohn sowie einen Großteil ihres Schatzes, etwa £ 13.000, unter dem Schutz einer starken Garnison unter dem Kommando von John Felton zurück. Mindestens £ 6000, weitere Wertsachen und Urkunden nahmen sie auf ihrer weiteren Flucht mit.
Über Margam Abbey erreichten sie am 5. November Neath Abbey und Neath Castle, eine weitere Burg Despensers. Die Königin und Mortimer verfolgten sie bis Hereford und beauftragten Henry of Lancaster, den König und Despenser gefangen zunehmen. Am 10. November verließen der König, sein Kanzler Robert Baldock sowie Despenser Neath Abbey, begleitet wurden sie von Simon of Reading sowie einigen weiteren Gefolgsleuten. Am 16. November wurden sie in einem Wald bei Llantrisant von Männern von Rhys ap Howel, einem Gefolgsmann von Mortimer, sowie von Männern von Lancaster gefangen genommen, nachdem sie von der Bevölkerung verraten worden waren. Despenser wurde nach Hereford gebracht und am 26. November hingerichtet, der König musste im Januar 1327 auf den Thron verzichten und wurde vermutlich im September 1327 ermordet.

## Untersuchungen über den Verbleib des Schatzes

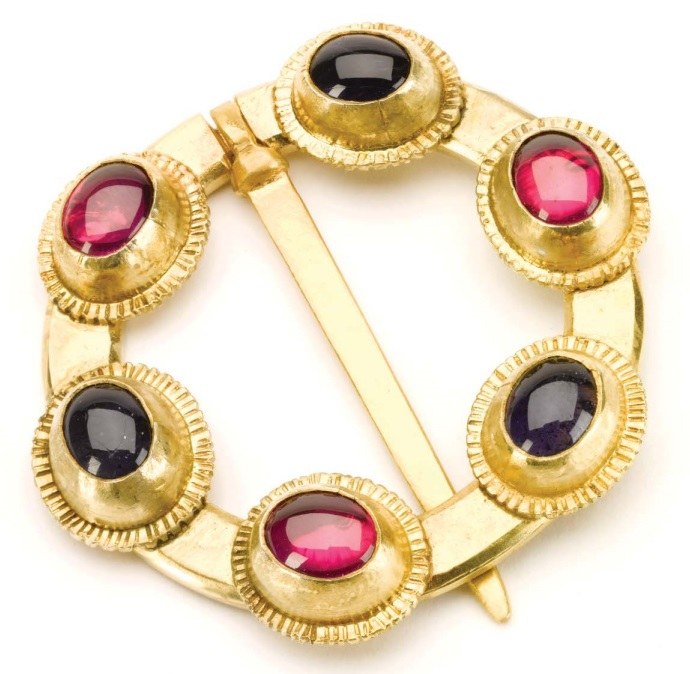
Moderne Replik der 1968 gefundenen Oxwich-Brosche

Nachdem sich Caerphilly Castle im März 1327 ergeben hatte, stellten Königin Isabelle und Mortimer einen Teil des Kronschatzes sicher, doch mindestens £ 3000 waren in den Wirren nach der Verhaftung des Königs verschwunden, wahrscheinlich war der Schatz geraubt worden. Dies führte zu jahrelangen Untersuchungen, und noch 1331 beauftragte der neue König Eduard III. Richard Peshale und David de la Bere mit weiteren Untersuchungen. Die Untersuchungen kamen zu dem Ergebnis, dass der Schatz im November 1326 auf Anordnung von Eduard II. von Neath zunächst nach Swansea Castle gebracht wurde, wo er vom Constable von Kidwelly Castle und anderen Adligen verwahrt werden sollte. Der weitere Verbleib des Schatzes konnte dann nicht mehr geklärt werden. Zwar wurden eine Reihe von Angehörigen der Gentry von Kidwelly sowie Robert de Penres von Penrice Castle und andere Angehörige der Gentry von Gower verdächtigt, den Schatz in Swansea geraubt zu haben, doch den Verdächtigen konnte nichts nachgewiesen werden. Cadwgan ap Gruffydd, das Oberhaupt der Familie Dwnn aus Kidwelly, wurde noch 1334 ergebnislos befragt. Er gehörte zu den Gefolgsleuten von Henry of Lancaster, sieben weitere Mitglieder seiner Familie gehörten ebenfalls zu den Beschuldigten.

## Mögliche Funde des Schatzes
Im November 1956 wurden bei Arbeiten in Neath Abbey ein ursprünglich hastig versteckter kleiner Schatz von insgesamt 100 Silbermünzen aus der Regierungszeit von Eduard I. und Eduard II. entdeckt. Alle Münzen wurden vor 1326 geprägt und stammen deshalb sicher aus dem verlorenen Schatz von Eduard II.
1968 wurde bei Restaurierungsarbeiten in Oxwich Castle auf der Halbinsel Gower eine 44 mm große goldene Brosche entdeckt, die aus dem ersten Viertel des 14. Jahrhunderts stammt. Es wird vermutet, dass die Brosche ein Teil des in Swansea geraubten Schatzes war. Zwar könnte die Brosche auch von der Familie Mansel, den Erbauern des Herrenhauses im 16. Jahrhundert, erworben worden sein, doch die Familie hatte um 1400 durch Heirat die Besitzungen der Familie Penres und damit von Robert de Penres erworben, dazu hatte ein direkter Vorfahre der Familie selbst 1331 zu den Verdächtigten gehört.